# Ladislav Šorec
Ladislav Šorec (16. srpna 1920 – ???) byl slovenský a československý politik Strany slovenské obrody a poúnorový poslanec Národního shromáždění ČSSR a Sněmovny lidu Federálního shromáždění.

## Biografie
Ve volbách roku 1964 byl zvolen za Stranu slovenské obrody do Národního shromáždění ČSSR za Středoslovenský kraj. V Národním shromáždění zasedal až do konce volebního období parlamentu v roce 1968.
K roku 1968 se profesně uvádí jako člen JZD z obvodu Krupina.
Po federalizaci Československa usedl roku 1969 do Sněmovny lidu Federálního shromáždění (volební obvod Krupina). Ve Federálním shromáždění setrval do konce volebního období parlamentu, tedy do voleb roku 1971.